# Кононове-Івасів
Кононове-Івасів — селище в Україні, у Шевченківській сільській громаді Звенигородського району Черкаської області. Населення — 142 особи. Розташоване за 5.0 км на північний схід від села Шевченкове та за 4.5 км на південний схід від містечка Вільшани, простягшись з північного заходу на південний схід обабіч річки Вільшанки двома невеликими вулицями, одна з яких, східна, має довжину 2.1 км, а друга, західна — 1.8 км.
Поверхня селищної території являє собою підвищену полого-хвилясту рівнину, розчленовану долиною річки Вільшанки та кількома невеликими балками. Загальний перепад висот становить близько 43.0 м, більші з яких окреслюються ізогіпсою у 200.0 м, а менші опускаються до 157.0 м.

## Історія
Поселення було засноване на початку ХІХ століття як два окремих хутори — Кононів та Івасів, названих так за іменами їх перших поселенців.
На час селянської реформи 1861 року у згаданих хуторах проживало 92 жителі, які були причислені до парафії села Кирилівки.
Від середини 60-х років і до початку 20-х років ХХ століття хутори, як і село Кирилівка до якого вони належали, входили до складу Тарасівської волості Звенигородського повіту. Тоді ж на початку 20-х років хутори об'єдналися в один населений пункт — хутір Кононове-Івасів, який у квітні 1923 року в складі Кирилівської сільської ради був включений до території новоутвореного Вільшанського району.
На той час, а саме на 01.01.1926 року в об'єднаному населеному пункті налічувалося 126 дворів та проживало 511 жителів, у тому числі 249 чоловіків та 262 жінки. То зрештою були найкращі роки хутора, бо вже починаючи з наступних, сумно відомих 30-х, чисельність його населення, хоча й поволі, але невпинно зменшувалася, з особливим пришвидшенням цього процесу в останні роки і якщо у 1979 році в ньому мешкало ще 300 чоловік, то вже у 1989 році — 230, а за переписом 2001 року лише 142 особи.
Впродовж багатьох років Радянської влади у селищі містилася велика молочно-товарна ферма, працювали клуб, бібліотека, фельдшерсько-акушерський пункт, продуктова крамниця. Нині, окрім крамниці, всі з вище перелічених об'єктів свою діяльність припинили.